# Gegenblättriges Milzkraut
Das Gegenblättrige Milzkraut (Chrysosplenium oppositifolium) ist eine Pflanzenart aus der Gattung Milzkräuter (Chrysosplenium) innerhalb der Familie der Steinbrechgewächse (Saxifragaceae).

## Beschreibung und Ökologie

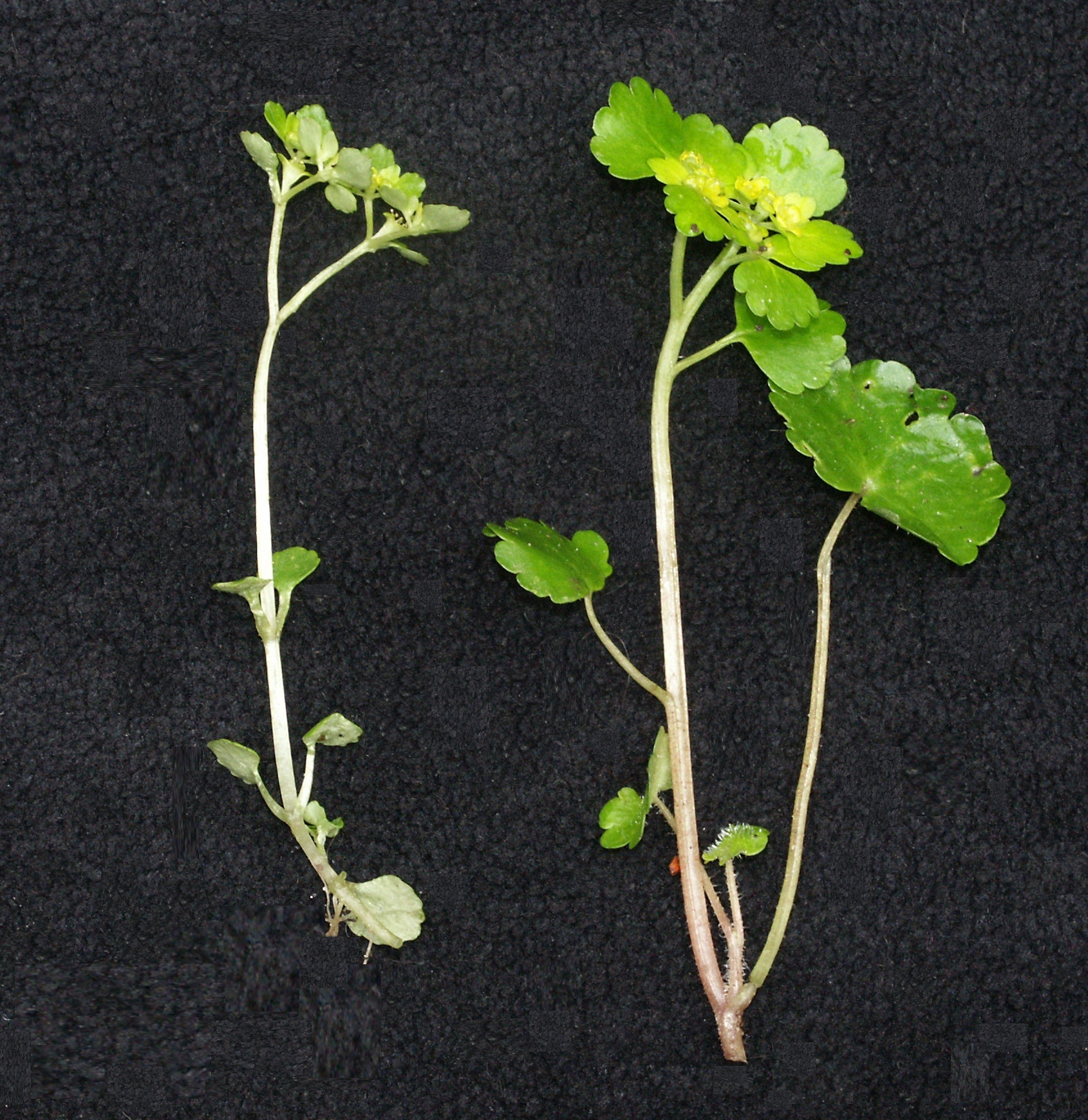
Gegenblättriges Milzkraut (Chrysosplenium oppositifolium, links) und Wechselblättriges Milzkraut (Chrysosplenium alternifolium, rechts)

### Vegetative Merkmale
Das Gegenblättrige Milzkraut ist eine ausdauernde krautige Pflanze, die Wuchshöhen von 5 bis 10, selten bis zu 15 Zentimetern erreicht. Der Stängel ist vierkantig. Im Gegensatz zum Wechselblättrigen Milzkraut besitzt diese Art gegenständige Laubblätter, die in Blattstiel und -spreite gegliedert sind. Die Blattspreite ist stets länger als der Blattstiel. Die Blattspreite der Grundblätter bei einem Durchmesser von 10 bis 25 Millimetern kaum gekerbte mit gestutztem Spreitengrund. Nebenblätter sind keine vorhanden.

### Generative Merkmale
Die Blütezeit reicht von April bis Mai. Jeweils wenige Blüten sitzen in einem trugdoldigen Blütenstand mit gelben Hochblättern.
Die mit einem Durchmesser von nur etwa 4 Millimetern sehr kleinen, zwittrigen Blüten sind radiärsymmetrisch, vierzählig und grün-gelblich. Es ist nur ein Blütenhüllblattkreis vorhanden, die vier Kelchblätter sind etwa 2 Millimeter lang, Kronblätter fehlen. Jede Blüte besitzt acht Staubblätter. Die Staubblätter sind kürzer als die Kelchzipfel. Der unterständige Fruchtknoten entwickelt sich aus zwei Fruchtblättern.
Es werden Kapselfrüchte gebildet. Die dunkel-kastanienbraunen oder rot-braunen, glänzenden Samen sind bei einer Länge von 0,5 bis 0,6 Millimetern breit-ellipsoid mit sehr fein papillöser Oberfläche.
Die Chromosomenzahl beträgt 2n = 42.

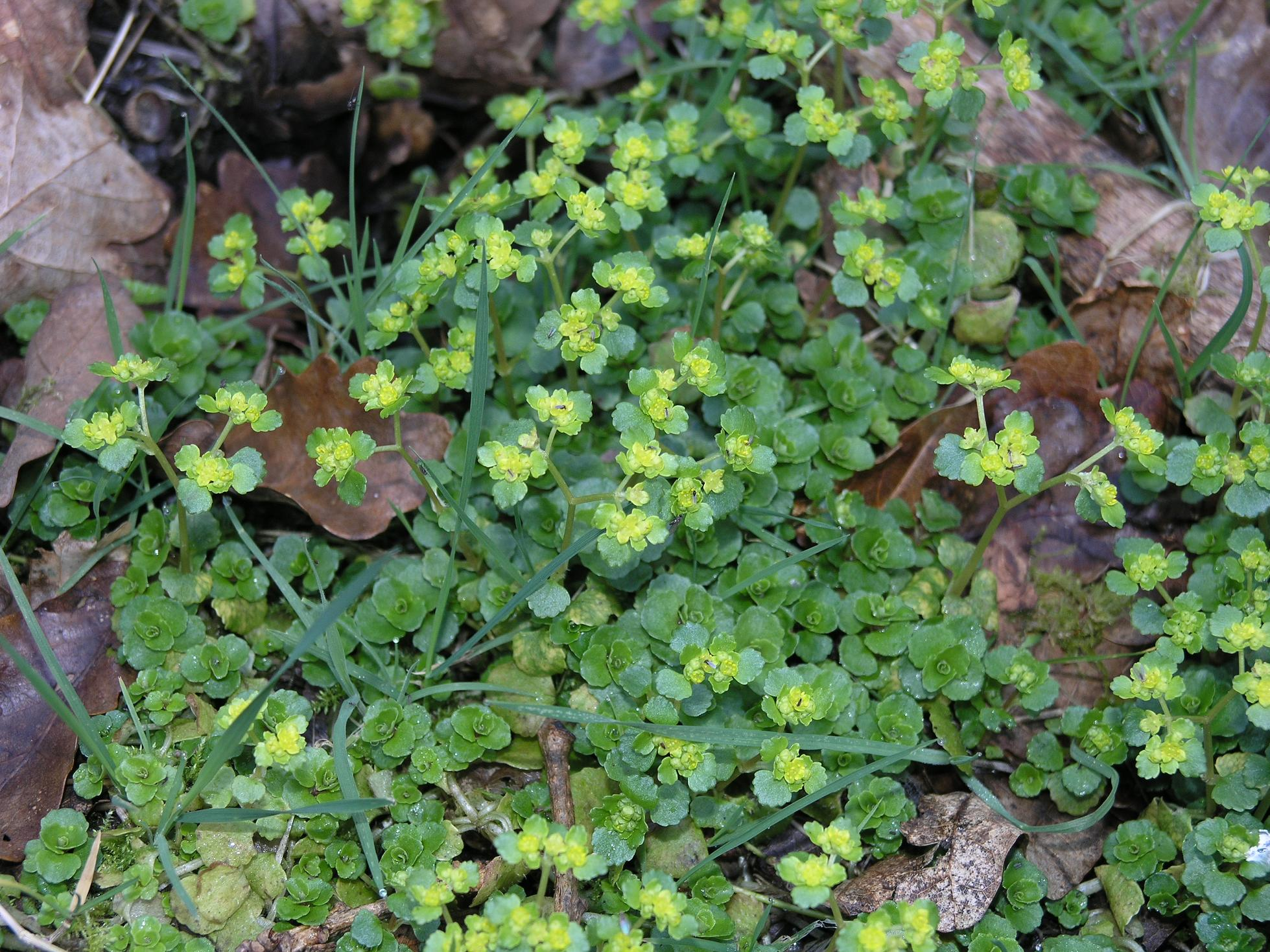
Habitus im Habitat

## Ökologie
Über kriechende, nicht blühende Seitensprosse kann sich das Gegenblättrige Milzkraut vegetativ vermehren und bildet dichte Rasen.
Die Blüten sind vorweiblich. Als Bestäuber fungieren meist Fliegen. Auch Selbstbestäubung ist nicht selten.
Die Samen werden über Wasser ausgebreitet, teilweise werden sie bei Berührung mit Wassertropfen leicht weggeschleudert.

## Vorkommen
Das Gegenblättrige Milzkraut ist im subatlantischen Europa verbreitet. Es gibt Fundortangaben für Portugal, Spanien, Andorra, Frankreich, Großbritannien, Irland, Belgien, in den Niederlanden, Luxemburg, Deutschland, Dänemark, Norwegen, Schweden, in der Schweiz, Österreich, Italien, Tschechien, Polen, Slowenien und Kroatien.
Es ist in Deutschland häufig, erreicht aber im Osten seine Verbreitungsgrenze und in den Alpen ist es selten bis ganz fehlend, im Schwarzwald erreicht es Höhenlagen bis 1400 Meter. In den Cevennen kommt es in Höhenlagen bis zu 1600 Meter und in den östlichen Pyrenäen bis 1800 Metern vor.
Die Standorte liegen in Wäldern, an schattigen feuchten Stellen, an Flussrändern und bachbegleitenden Erlen- und Eschenwäldern. Es werden feuchte bis nasse, recht nährstoffreiche, aber kalkarme Stellen besiedelt. Die Böden sind meist humose, steinige oder sandige Lehme, häufig kommt es auf Gleyböden vor. Es ist die Charakterart der Pflanzengesellschaft Chrysosplenietum oppositifolii aus dem Verband der Quellfluren kalkarmer Standorte (Cardamino-Montion), kommt aber auch im Carici remotae-Fraxinetum (Erlen-Eschen-Auenwälder) vor.
Die ökologischen Zeigerwerte nach Landolt et al. 2010 sind in der Schweiz: Feuchtezahl F = 4+fw+ (nass stark wechselnd, im Bereich von Bodenwasser), Lichtzahl L = 2 (schattig), Reaktionszahl R = 3 (schwach sauer bis neutral), Temperaturzahl T = 3 (montan), Nährstoffzahl N = 3 (mäßig nährstoffarm bis mäßig nährstoffreich), Kontinentalitätszahl K = 1 (ozeanisch).

## Taxonomie
Die Erstveröffentlichung von Chrysosplenium oppositifolium erfolgte 1753 durch Carl von Linné in Species Plantarum, Tomus I, S. 398.

## Trivialnamen
Für das Gegenblättrige Milzkraut bestehen bzw. bestanden auch die weiteren deutschsprachigen Trivialnamen: Butterblumen (Schlesien), Eierkraut (Graubünden, Bern), Goldmilz, Goldveilchen (Leipzig), Hoalbletzl (Tirol im Pongau und Pinzgau), Krätzenkraut (Salzburg), Krodenkraut (Werfen, Salzburg, Zillertal), Krotenkraut (Kärnten), Krottenblume (Luzern), Goldenes Leberkraut (Schlesien), Gulden Milzkraut (Elsass), Rauch Mondkraut (Elsass), Gulden Steinbrech (Elsass), Zittrachkraut (Salzburg), Zittriche (Tirol) und Zittrichkraut (Tirol). Sie werden identisch auch für das sehr ähnliche Wechselblättrige Milzkraut verwendet.